# Powstanie sierpniowe
Powstanie sierpniowe – gruzińskie powstanie przeciwko władzy bolszewickiej, próba restytucji Demokratycznej Republiki Gruzji. Miało miejsce w sierpniu 1924, ponad trzy lata po radzieckim podboju Gruzji i ustanowieniu Gruzińskiej SRR. Zostało stłumione przez władze bolszewickie, a jego uczestnicy poddani represjom Armii Czerwonej i Czeka. W ich wyniku zginęło od 7-10 tys. do nawet 20 tys. uczestników i sympatyków walczących o stworzenie niezależnego państwa gruzińskiego.

## Tło wydarzeń
W marcu 1921 Demokratyczna Republika Gruzji przestała istnieć wskutek zajęcia kraju przez Armię Czerwoną, oficjalnie spieszącą z pomocą bolszewickiemu powstaniu w obszarze granicznym między Gruzją a opanowaną już przez bolszewików Armenią. Struktury partii bolszewickiej w Gruzji były słabo rozbudowane, a poparcie dla partii niewielkie. Armia Czerwona zajęła cały kraj dzięki zdecydowanej przewadze liczebnej nad wojskami gruzińskimi.
Po utworzeniu Gruzińskiej Socjalistycznej Republiki Radzieckiej pełnię władzy w kraju przejął komitet rewolucyjny złożony z gruzińskich bolszewików. Utworzona została gruzińska Czeka, na czele której stanął Kote Cincadze. Prowadzony był nabór do miejscowych oddziałów Armii Czerwonej. Nastąpiły represje wobec opozycji i wobec Gruzińskiego Kościoła Prawosławnego.
Elita polityczna i kulturalna Demokratycznej Republiki Gruzji w momencie upadku państwa udała się na emigrację. Rząd gruziński na emigracji pragnął uchronić korpus oficerski od rozproszenia, by móc na emigracji tworzyć armię narodową, gotową do walki o niepodległość po załamaniu się władzy bolszewickiej. Rząd gruziński, bez większego powodzenia, starał się przekonywać opinię międzynarodową, iż to on właśnie reprezentuje legalną władzę swojego państwa. Opór antyradziecki trwał także w samej Gruzji, gdzie w górach przetrwały resztki oddziałów dawnej armii gruzińskiej. Siły te dwukrotnie – jesienią 1921 i wiosną 1922 – bez powodzenia wzywały ludność do masowego wystąpienia przeciwko bolszewikom.

## Organizacja powstania
W marcu 1922, natychmiast po upadku Demokratycznej Republiki Gruzji, jej emigracyjny rząd gruziński postanowił skoordynować działania istniejących jeszcze na terenie kraju oddziałów. Zadanie to miała realizować organizacja o nazwie Centrum Wojskowe kierowana przez Gogitę Pagawę, Iwane Narikeladzego, Konstantine Abchaziego oraz Rostoma Muscheliszwilego. W maju 1922 na polecenie Noe Żordanii wszystkie nadal działające nielegalnie i półlegalnie organizacje gruzińskie zawarły porozumienie, na mocy którego postanowiły wspólnie walczyć przeciwko bolszewikom. Centrum Wojskowe było zwalczane przez gruzińskie oddziały Czeka.

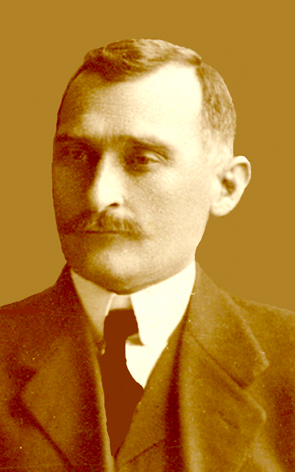
Konstantine Andronikaszwili był ostatnim liderem Komitetu Niepodległości

Porozumienie z maja 1922 zakładało utworzenie komisji analizującej dorobek obalonego przez bolszewików rządu mienszewickiego, utworzenie Komitetu Niepodległości odpowiedzialnego za organizację zbrojnego powstania, następnie poprowadzenia samej walki o niepodległość, wreszcie doprowadzenia do wyborów do Konstytuanty, w której każda z partii miałaby otrzymać maksymalnie 1/3 mandatów. Niepodzielnie rządzący w Demokratycznej Republice Gruzji mienszewicy uznali tym samym za zasadną krytykę pod adresem ich postępowania z lat 1918-1921 formułowaną przez narodowych demokratów. Musieli także zgodzić się na ustępstwa, gdyż to ich partia poniosła wskutek bolszewickich represji politycznych największe straty. W Komitecie Niepodległości Gruzji oprócz mienszewików i narodowych demokratów znaleźli się eserowcy, socjaliści federaliści oraz przedstawiciele Niezależnej Socjaldemokratycznej Partii "Lucz". Liderami Komitetu byli kolejno Gogita Pagawa, Nikoloz Karcywadze i Konstantine Andronikaszwili. Początkowo Komitet Niepodległości nie zajmował się organizacją powstania zbrojnego, a jedynie spełniał funkcje nieformalnej filii rządu emigracyjnego, oczekującej na upadek Rosji Radzieckiej (jak sądzono, miał on szybko nastąpić).
Komitet Niepodległości nie był w stanie w pełni koordynować działania wszystkich podziemnych organizacji gruzińskich. W czerwcu 1922 oddziały narodowych demokratów bez zgody komitetu zaatakowały bolszewickie posterunki w Duszeti, doprowadzając następnie do wybuchu walk partyzanckich w Pszawetii, Chewsuretii i części Kachetii. Powstanie to zostało stłumione we wrześniu tego samego roku. Następnie represje objęły także organizacje niezwiązane z wystąpieniem w Duszeti. Aresztowani zostali wszyscy przywódcy demokratyczni i mienszewiccy, kierujący Komitetem Niepodległości Nikoloz Karcywadze oraz oficerowie wchodzący w skład Centrum Wojskowego. Szesnastu z nich zostało osądzonych w trybie doraźnym i rozstrzelanych nocą z 19 na 20 maja 1923. W listopadzie 1923 Czeka ostatecznie wykryła Komitet Niepodległości i aresztowała jego działaczy: Noe Chomirikiego, Benię Czchszkaszwilego, Waso Nodię oraz Seida Dewdarianiego. W czasie tych aresztowań w ręce czekistów wpadły wytyczne i prognozy rządowe odnoszące się do przyszłej walki zbrojnej z bolszewikami.
Na początku 1924 gruziński ruch niepodległościowy dysponował pewnymi siłami zbrojnymi (oddziały partyzanckie ukrywały się w górach), aresztowania zniszczyły natomiast jego zaplecze polityczne, uniemożliwiając nawet półlegalne funkcjonowanie wszystkich partii. Ogólnokrajowa koordynacja wystąpienia antybolszewickiego stała się tym samym niemożliwa. Mimo to plany ogólnogruzińskiego powstania nie zostały zarzucone. Jako jego termin wyznaczono luty 1924.
Na początku lutego Czeka dokonała kolejnych aresztowań, w wyniku których w więzieniach znaleźli się Gogita Pagawa i pozostający dotąd na wolności czołowi oficerowie gruzińscy. W związku z tym do wybuchu walk nie doszło. W czerwcu 1924 ostatni wolni członkowie Komitetu Niepodległości postanowili rozpocząć powstanie mimo wszystko, wyznaczając 17 sierpnia 1924 jako nowy termin ogólnokrajowego wystąpienia i gen. Spiridona Czawczawadzego jako jego wodza naczelnego. Komitet szacował, że może liczyć na 2,5 tys. uczestników powstania, miał również nadzieję, że część Gruzinów służących w Armii Czerwonej nie weźmie udziału w tłumieniu wystąpienia lub nawet zdezerteruje ze swoich jednostek (dla porównania rząd radziecki dysponował 10-11 tys. żołnierzy).
16 sierpnia 1924 Czeka aresztowała Waliko Dżugelego, byłego szefa sztabu gruzińskiej Gwardii Ludowej i uczestnika przygotowań do powstania. Następnie na łamach prasy ukazał się jego list do Komitetu Niepodległości, według oficjalnej wersji napisany w więzieniu, ostrzegający organizatorów buntu przed represjami. Komitet nakazał wówczas powstrzymać się od walki zbrojnej. Mimo to powstanie wybuchło w końcu miesiąca niezależnie od jego decyzji.

## Przebieg walk

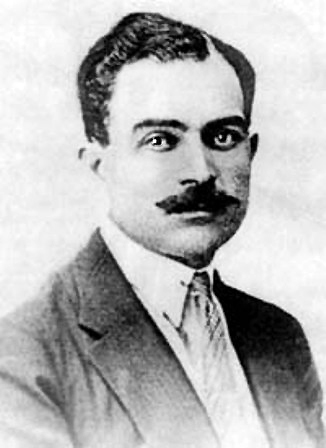
Kakuca Czolokaszwili

28 sierpnia oddział księcia Grigora Ceretelego opanował ośrodek przemysłowy w Cziaturze. Tam też proklamowano powstanie Tymczasowego Rządu Gruzji. Walki toczyły się także w powiatach ozurgeckim i senackim w Gruzji zachodniej. Oddział kawalerii Kakucy Czolokaszwilego zajął Manglisi; zatrzymany przez wojska radzieckie nie zdołał jednak kontynuować marszu na Tbilisi. Zupełnie niezależnie toczyły się walki o region Mcchety, gdzie dowodził Dawid Oniaszwili, Gori i Achalkalaki - pod kierownictwem Loszkaraszwilego, jak również starcia w centralnej części kraju. Pierwsze trzy dni powstania były okresem jego największych sukcesów, jakie bojownicy odnieśli przede wszystkim w powiatach: zugdidskim, duszeckim, saberińskim i szarapańskim. Największe bitwy stoczono we wschodniej Gruzji; zasięg walk ogarnął nawet część Dagestanu (okolice Derbentu), zamieszkiwanego przez muzułmanów. Na opanowanych terenach powstańcy organizowali tymczasową administrację cywilną, niekiedy zwracali pierwotnym właścicielom własność znacjonalizowaną na mocy bolszewickich dekretów. Najważniejszym ośrodkiem powstańczym była Cziatura. Poszczególne oddziały walczyły na własną rękę - próby koordynacji działań nie powiodły się wobec zdecydowanej przewagi sił radzieckich. Organizatorzy powstania nie uzyskali znaczącego wsparcia ze strony chłopów (część ludności wiejskiej wierzyła w hasła propagandowe bolszewików) oraz przedstawicieli mniejszości narodowych i wyznaniowych (Osetyjczycy, Abchazowie, muzułmanie Adżarii).
31 sierpnia 1924 Czeka ogłosiła, iż przywódcy powstania będą rozstrzeliwani bez sądu. Jeszcze tego samego dnia stracono 44 uczestników i sympatyków gruzińskiego wystąpienia. Armia Czerwona bezwzględnie tłumiła powstanie. Liczbę zabitych i uwięzionych w toku represji Czeka Andrzej Furier, w ślad za Amy Knight, szacuje na 7-10 tys. osób. Z kolei Wojciech Materski twierdzi, że łącznie - wskutek doraźnych akcji pacyfikacyjnych Armii Czerwonej i działań Czeka, ale bez liczenia zabitych w bezpośrednich starciach - zginąć mogło od 12578 osób (dane oficjalne) do nawet 20 tys. (szacunek dyplomaty gruzińskiego Swimona Mdiwaniego).

## Po stłumieniu powstania
W 1925 przed gruzińskim Sądem Najwyższym miał miejsce pokazowy proces 46 działaczy niepodległościowych związanych z Komitetem Niepodległości. Wszyscy, na czele z jego ostatnim przewodniczącym Konstantinem Andronikaszwilim, zostali skazani na śmierć za "przygotowywanie i kierownictwo kontrrewolucyjnego buntu, tworzenie politycznych i zbrojnych band, terroryzm i szpiegostwo". Spośród organizatorów powstania tylko pojedyncze osoby zdołały przedostać się na emigrację.
Doświadczenie przegranego powstania skłoniło kaukaskich przywódców emigracyjnych do powołania wspólnego ośrodka walki o niepodległość; uznano bowiem, że sukces w walce z władzą radziecką może dać jedynie solidarne wystąpienie narodów kaukaskich. 11 listopada 1924 został utworzony Komitet Niepodległości Kaukazu. W jego skład weszli przedstawiciele środowisk gruzińskich, azerskich oraz górali zamieszkujących Kaukaz Północny. Komitet brał znaczący udział w ruchu prometejskim, nie zorganizował już jednak w radzieckiej Gruzji żadnego powstania zbrojnego.